# Live on Lansdowne, Boston MA
| Críticas profissionais | Críticas profissionais |
| Avaliações da crítica  | Avaliações da crítica  |
| Fonte                  | Avaliação              |
| ---------------------- | ---------------------- |
| Allmusic               | [ 1 ]                  |

Live on Lansdowne, Boston MA é o segundo álbum ao vivo e o terceiro DVD da banda de punk rock Dropkick Murphys, lançado em 3 de março de 2010. Foi gravado ao longo de sete shows, durante a semana de celebração do Dia de São Patrício, em Boston, Massachusetts. A setlist do álbum é completamente diferente do seu anterior, Live on St. Patrick's Day From Boston, MA, e também tem uma nova versão da música "Forever", denominada "Forever 2009".

## Faixas
| N.º | Título                                                          | Duração |  |
| 1.  | "Famous for Nothing"                                            | 3:03    |  |
| 2.  | "The State of Massachusetts"                                    | 4:01    |  |
| 3.  | "Johnny, I Hardly Knew Ya"                                      | 4:52    |  |
| 4.  | "Time to Go"                                                    | 2:36    |  |
| 5.  | "Sunshine Highway"                                              | 3:19    |  |
| 6.  | "(F)lannigan’s Ball"                                            | 3:47    |  |
| 7.  | "Bastards on Parade"                                            | 3:53    |  |
| 8.  | "God Willing"                                                   | 3:25    |  |
| 9.  | "Caught in a Jar"                                               | 2:38    |  |
| 10. | "Captain Kelly’s Kitchen"                                       | 2:39    |  |
| 11. | "Citizen C.I.A."                                                | 1:41    |  |
| 12. | "Fields of Athenry"                                             | 4:43    |  |
| 13. | "Your Spirit’s Alive"                                           | 2:30    |  |
| 14. | "The Warrior’s Code"                                            | 4:11    |  |
| 15. | "The Dirty Glass" (part. Liza Graves)                           | 4:01    |  |
| 16. | "Tessie"                                                        | 5:29    |  |
| 17. | "Forever 2009"                                                  | 3:37    |  |
| 18. | "Worker’s Song"                                                 | 3:28    |  |
| 19. | "Kiss Me, I'm Shitfaced"                                        | 6:44    |  |
| 20. | "I'm Shipping Up to Boston" (part. The Mighty Mighty Bosstones) | 2:25    |  |

### iTunes Deluxe Version
Na versão deluxe do iTunes foram incluídas mais cinco faixas.
| N.º | Título                | Duração |  |
| 1.  | "10 Years of Service" | 2:48    |  |
| 2.  | "Shattered"           | 3:26    |  |
| 3.  | "Wheel of Misfortune" | 4:06    |  |
| 4.  | "Tomorrow's Industry" | 2:56    |  |
| 5.  | "Baba O'Riley"        | 4:08    |  |

## Desempenho nas tabelas musicais
| Chart                 | Melhor posição |
| --------------------- | -------------- |
| Swedish Albums Chart  | 38             |
| US Billboard 200      | 25             |
| US Independent Albums | 2              |
| US Alternative Albums | 6              |
| US Rock Albums        | 8              |